# Johanniskirche (Tartu)
Koordinaten: 58° 22′ 57,4″ N, 26° 43′ 11,3″ O

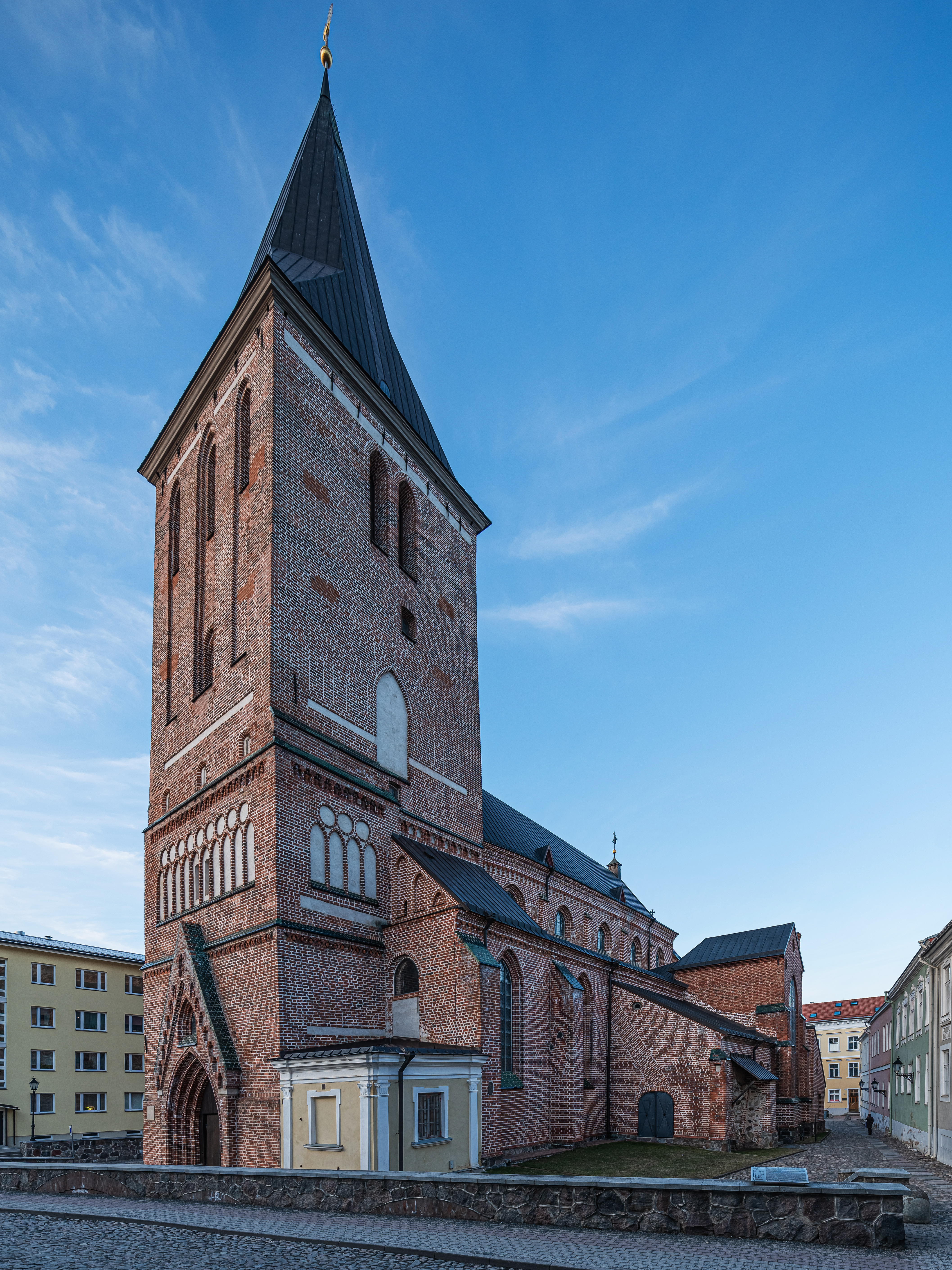
Die Tartuer Johanniskirche

Die Johanniskirche in Tartu (estnisch Tartu Jaani kirik) ist eines der Wahrzeichen der zweitgrößten estnischen Stadt Tartu. Sie ist Johannes dem Täufer geweiht. Die Kirche ist eines der bemerkenswertesten Zeugnisse der Backsteingotik in Nordeuropa. Ihre heute noch erhaltenen über 1000 Terrakotta-Figuren sind in der europäischen Kunstgeschichte einmalig.

## Geschichte

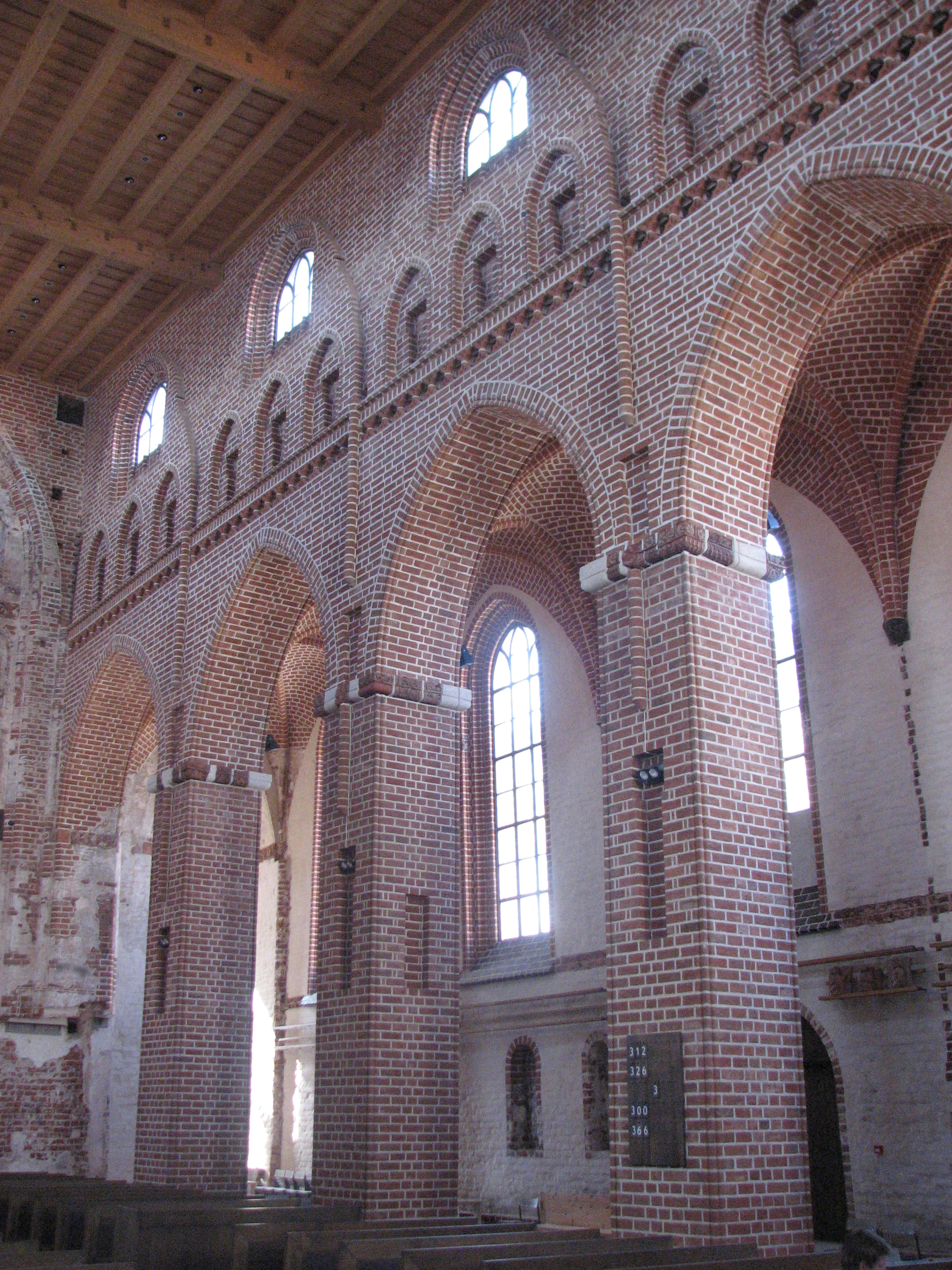
Innenraum der Kirche

Bereits in der ersten Hälfte des 13. Jahrhunderts, kurz nach der Eroberung und Christianisierung Tartus durch den Schwertbrüderorden, wurde eine Kirche am Ort der heutigen Johanniskirche errichtet. Sie war vermutlich aus Holz. Die ältesten Teile des heutigen Kirchenbaus stammen aus dem 14. Jahrhundert. Der sumpfige Boden wurde zuvor mit Holzbalken als Fundament bebaubar gemacht. Für das Jahr 1323 wird erstmals die Existenz der Kirche (oder der Kirchengemeinde) in der Hansestadt urkundlich erwähnt. Fünf Jahre später erhielt die Gemeinde der Johanniskirche ihren ersten eigenen Priester. Bereits seit der zweiten Hälfte des 14. Jahrhunderts dominierte ein mächtiger Westturm das Aussehen der Kirche.
Den Bildersturm der Reformation 1524/26 überstanden Kirche und Terrakotta-Figuren größtenteils ohne Schäden. Im Livländischen Krieg (1558–1583) wurde die Kirche stark beschädigt, später jedoch wieder aufgebaut. 1671 wurde der Turmhelm mit Blech überzogen. Für 1683 ist der älteste Plan des Kirchenfriedhofs überliefert.
Der Große Nordische Krieg hinterließ Spuren der Zerstörung auch an der Johanniskirche. 1704 besetzten russische Truppen das schwedische Tartu. Im Juli 1708 vernichteten sie unter dem Kommando von General Scheremetew systematisch die Stadt. Der obere Teil des Turms wurde zerstört, ebenso das Mittelschiff und das Presbyterium. Der Altar und die wertvolle Kanzel wurden nach Pskow verbracht. Zwei der drei Glocken erhielt eine Kirche in Narva, die dritte die russische Kirche in Tartu. Spätere Versuche, die Beutestücke zurückzuerhalten, schlugen fehl.
Erst 1737 wurde mit der erneuten Restaurierung der Kirche begonnen. Am 1. Mai 1739 konnte der Helm auf den Turmstumpf gesetzt werden, der zwei Jahre später mit Blei überzogen wurde. Am 1. Januar 1761 wurde die Turmuhr in Betrieb genommen. Die Kirche wurde als dreischiffige Basilika wiedererrichtet. Prägend ist seitdem wieder ihr viereckiger Westturm. Dem Kirchenschiff schließt sich ein länglicher, polygonal auslaufender Chor an. An dessen Nordseite befindet sich die Sakristei. Das Westportal wird von einem Ziergiebel gekrönt, in dessen Nischen sich zahlreiche Terrakotta-Figuren befinden.
Das große Feuer in Tartu im Jahr 1775 überstand die Kirche weitgehend unbeschadet.
Der Innenraum der Kirche wurde zwischen 1820 und 1830 aufwändig nach dem Vorbild eines antiken Tempels rekonstruiert. Die Kirche veränderte dadurch ihr Aussehen im Geiste des Klassizismus. 1836 schenkte der deutschbaltische Künstler Ludwig von Maydell der Johanniskirche das Altargemälde. Der Rigaer Architekt Wilhelm Bockslaff erneuerte von 1899 bis 1904 die Fassade. Von 1901 bis Ende 1918 war Viktor Wittrock Oberpastor der Johanniskirche.
1941 begann für Estland der Zweite Weltkrieg. In der Nacht zum 26. August 1944 kam es zu heftigen Kämpfen zwischen der Roten Armee und der deutschen Wehrmacht bei Tartu. Die Tartuer Johanniskirche wurde durch die Bombardierungen in Brand gesetzt und weitgehend zerstört. 1952 brach die Nordwand des Mittelschiffs ein. Während der sowjetischen Besetzung Estlands lag die Johanniskirche in Ruinen und diente als Lagerhalle.
Die Wiederaufbauarbeiten begannen erst 1989. Sie wurden weitgehend aus Spenden finanziert. Die Nordelbische Landeskirche und Tartus deutsche Partnerstadt Lüneburg leisteten einen erheblichen finanziellen Beitrag. 1997 wurde die Tartuer Johannisgemeinde der Estnischen Evangelisch-Lutherischen Kirche offiziell wiedergegründet.
Am 29. Juni 2005 (Fest Peter und Paul) wurde die restaurierte Johanniskirche in Anwesenheit des estnischen lutherischen Erzbischofs Andres Põder, des estnischen Staatspräsidenten Arnold Rüütel und des deutschen Bundespräsidenten Horst Köhler feierlich eingeweiht.
Seit 2017 befindet sich eine neue Orgel in der Johanniskirche Tartu. Sie wurde von dem Orgelbauer Pascal Quoirin gebaut und hat einen Umfang von 51 Registern auf drei Manualen und Pedal.

## Terrakotta-Skulpturen

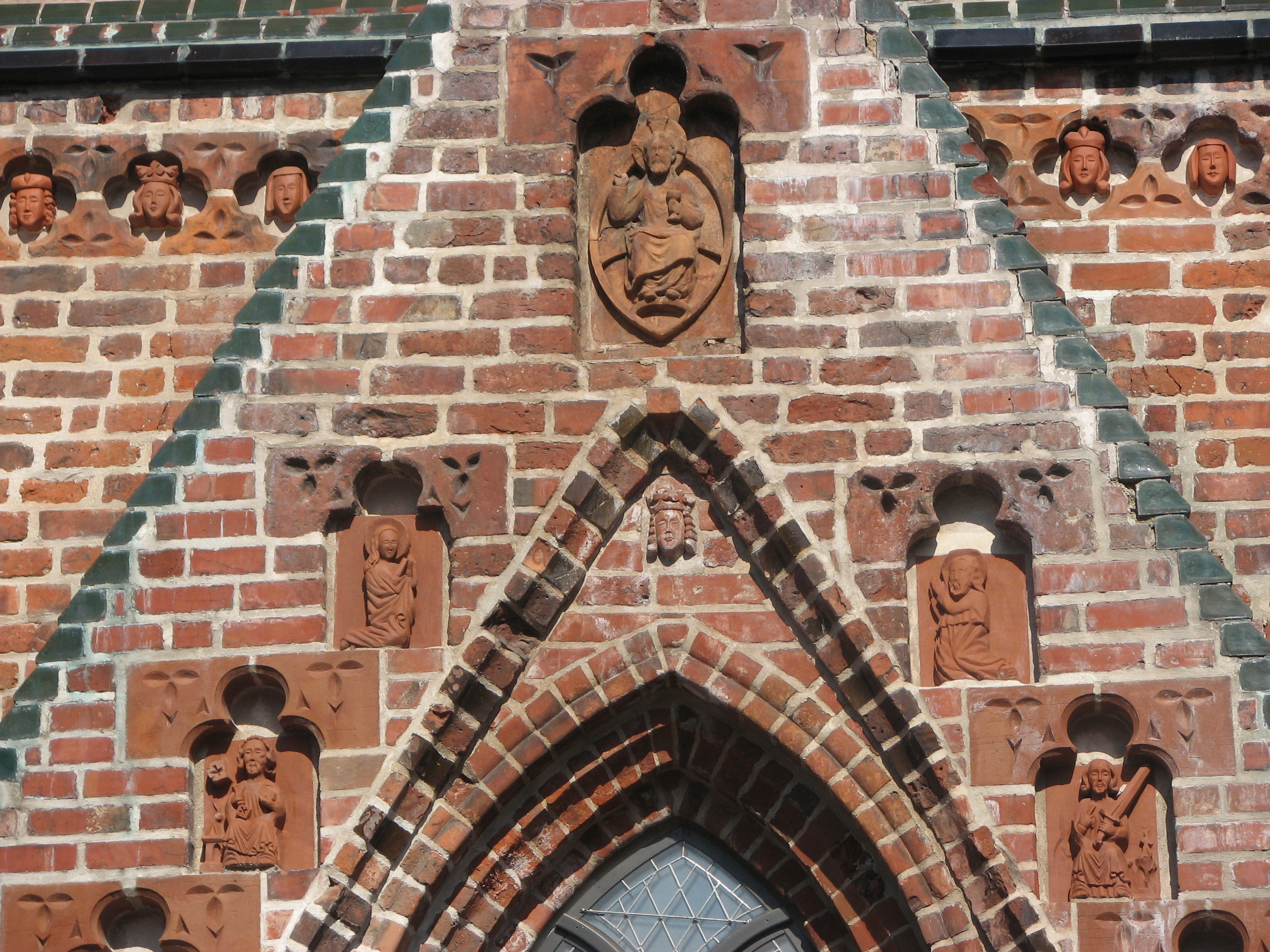
Hauptportal mit Terrakotta-Skulpturen

Die Tartuer Johanniskirche ist auch wegen ihrer ursprünglich circa 2000 Terrakottaskulpturen bekannt, von denen heute noch die Hälfte erhalten ist. Sie befinden sich sowohl im Innern der Kirche als auch an den Außenwänden. Die Figuren sind in ihrer Zahl, Größe und künstlerischen Gestaltung einmalig in Europa. Die ältesten sind über 700 Jahre alt. Die Originalfiguren werden heute im benachbarten Museum verwahrt, das originalgetreue Kopien für die Kirche herstellt.

## Tourismus
Die Tartuer Johanniskirche ist der nordöstlichste Punkt der Europäischen Route der Backsteingotik.